# 羅斯費爾德山
47°37′41″N 13°5′43″E / 47.62806°N 13.09528°E

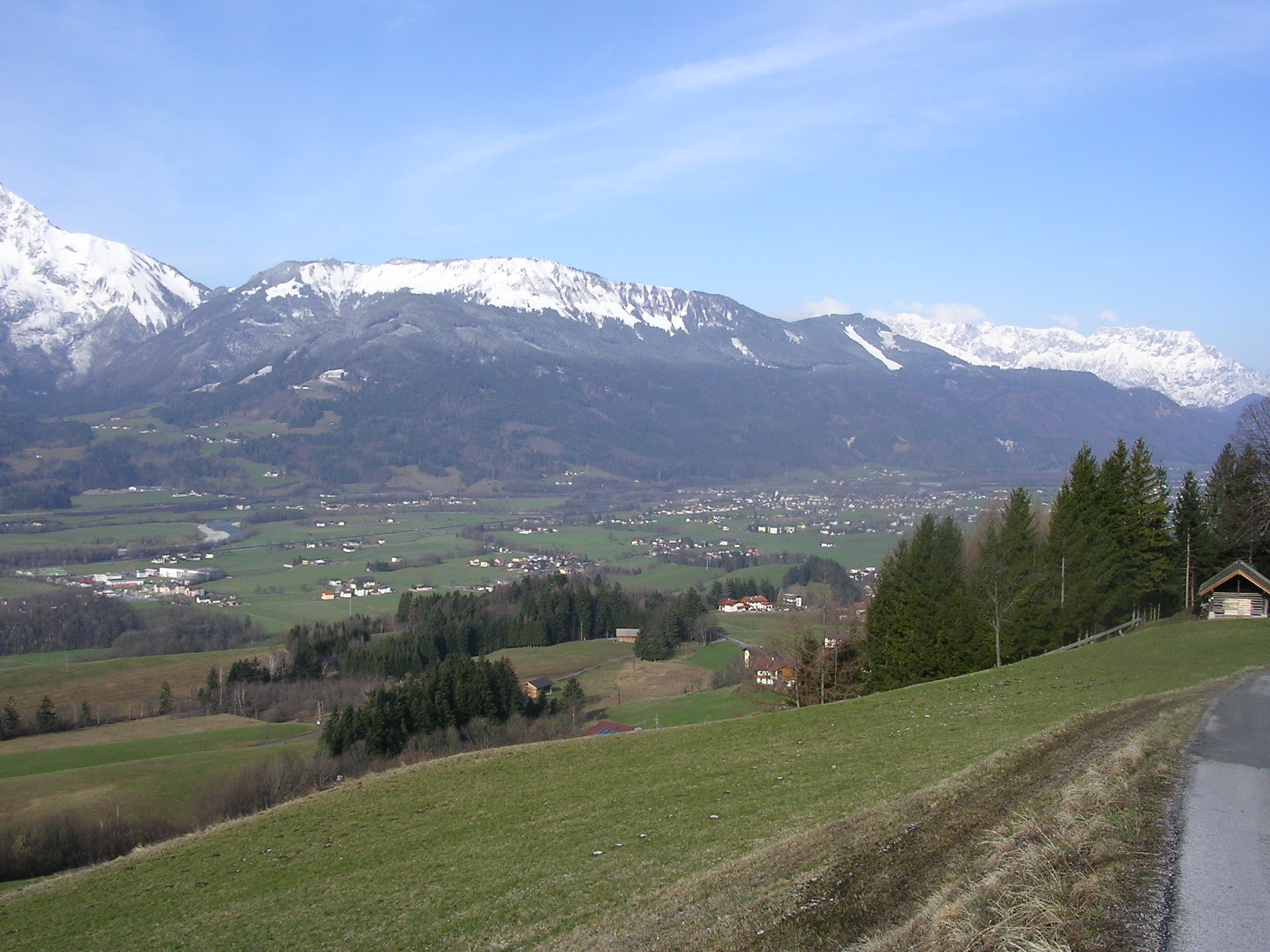

羅斯費爾德山（德語：Roßfeld），是奧地利的山峰，位於該國中部，處於薩爾茨堡州和巴伐利亞接壤的邊界，屬於貝希特斯加登阿爾卑斯山脈的一部分，海拔高度1,537米。